# Sindrome di Barth

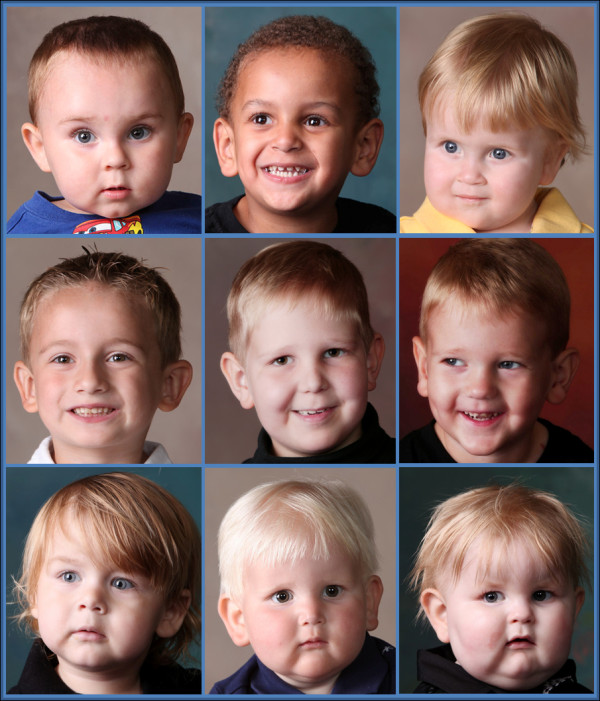

La sindrome di Barth, anche conosciuta come 3-metilglutaril aciduria di tipo II o neutropenia e miopatia cardioscheletrica X-linked o fibroelastosi endocardica di tipo 2 (EFE2), ha preso il nome del pediatra e neurologo olandese Peter Barth, che la descrisse per la prima volta nel 1983.
È una malattia rara legata ad un disordine del cromosoma X che provoca un alterato metabolismo dei fosfolipidi. È caratterizzata da un quadro clinico molto variabile da soggetto a soggetto che comprende la cardiomiopatia, miopatia scheletrica, neutropenia, ritardo della crescita prepuberale, aciduria organica e una facies caratteristica soprattutto nell'infanzia.

## Genetica

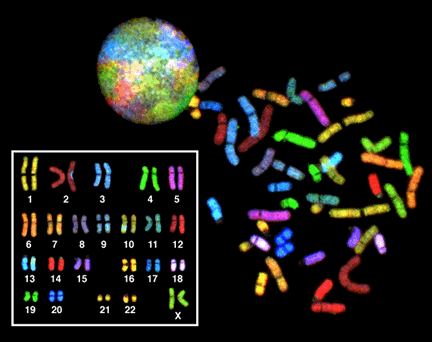
cariotipo umano femminile con i due cromosomi X

La malattia è dovuta a mutazioni del gene TAZ, presente sul cromosoma X, che codifica per la tafazzina (Xq28). La tafazzina è coinvolta nella differenziazione degli osteoblasti e nel metabolismo della cardiolipina, un fosfolipide essenziale nelle membrane mitocondriali interne, dove sono presenti gli enzimi della catena respiratoria.
La malattia, essendo legata a mutazione del cromosoma X, interessa solo il sesso maschile. La trasmissione è recessiva: così il figlio di una donna portatrice della mutazione presenta un rischio del 50% di ereditare la mutazione e sviluppare la malattia, mentre la figlia ha una probabilità del 50% di essere portatrice, ma non sviluppa la malattia. Tutte le figlie di un paziente maschio sono portatrici, mentre nessun figlio maschio è affetto. Le femmine eterozigoti non hanno la malattia né alterazioni metaboliche.
È indicata l'esecuzione di test genetici nei parenti dei pazienti (fratelli maschi più giovani e più anziani) e prima di una gravidanza nel sospetto che una donna sia carrier delle mutazioni. Le indicazioni e la gestione del counseling genetico è di interesse ultraspecialistico e, per la delicatezza del problema, deve essere affidato a genetisti professionali. Il counseling genetico consente al paziente e ai famigliari di avere informazioni sulla natura, l'ereditarietà e le implicazioni di un disordine genetico in modo da consentire di prendere decisioni personali consapevoli e basate sulle conoscenze mediche .

## Epidemiologia
La prevalenza è stimata in 1/454 000 L'incidenza è compresa tra 1/140 000 (dati del Regno Unito) e 1/300 000-1/400 000 nati vivi (dati degli USA). Nel 2012 si contavano 151 maschi viventi malati di sindrome di Barth nel mondo. Si stima che circa 10 nuovi pazienti sono diagnosticati ogni anno negli USA. Questi dati non sembrano realistici perché c'è accordo tra i ricercatori che la malattia è sottostimata in quanto solo negli ultimi anni se ne è diffusa la conoscenza e sono stati introdotti test diagnostici di certezza

## Clinica
La cardiopatia associata alla sindrome di Barth sono: la cardiomiopatia dilatativa, con o senza fibroelastosi endocardica e ventricolo sinistro non compattato, più raramente la cardiomiopatia ipertrofica. È presente dai primi anni di vita e può evolvere verso lo scompenso cardiaco e aritmie severe fino alla morte improvvisa. L'elettrocardiogramma può presentare alterazioni della ripolarizzazione ventricolare e aumento del QT corretto QTc.
Se la malattia esordisce durante la vita fetale può causare insufficienza cardiaca e idrope fetale, con conseguente aborto durante il secondo/terzo trimestre di gravidanza oppure elevata mortalità perinatale.
Durante l'infanzia e l'adolescenza la cardiopatia può associarsi ad aritmie e a morte improvvisa.
La miopatia scheletrica (in genere dei muscoli prossimali) causa ritardo delle tappe dello sviluppo motorio, ipotonia muscolare e intolleranza all'esercizio. Può essere presente letargia. I pazienti presentano difficoltà ad alimentarsi e può essere presente diarrea. È comune il ritardo della crescita prepuberale fino attorno ai 20 anni, con successivo rapida ripresa dell'accrescimento.
È descritta una facies caratteristica nel bambino con guance piene, mento appuntito e prominente, occhi incavati e orecchie larghe. Alcune foto di soggetti affetti sono riportate da Clarke .
Molto frequente è la neutropenia (diminuzione dei leucociti neutrofili), persistente o intermittente, di gravità variabile, ma con rischio di setticemia, infezioni batteriche, polmonite e ulcere della mucosa orale.
La diagnosi si basa sulla ricerca nelle urine degli acidi organici; l'acido 3-metilglutaconico (3-MGCA) è aumentato da 5 a 20 volte (il dosaggio è utilizzato come test di screening), l'acido 3-metilglutarico e l'acido 2-etilidracrilico sono moderatamente aumentati. La escrezione urinaria del 3-MGC può, però, essere normale anche nei casi gravi, per cui il test diagnostico elettivo è l'analisi del rapporto monolisocardiolipina (MLCL)/cardiolipina (CL) nei linfociti del sangue, nelle cellule muscolari, nei fibroblasti. La conferma della diagnosi è data dall'analisi genetica (ricerca delle mutazioni del gene TAZ).

## Prognosi
I due fattori che condizionano la sopravvivenza sono: la neutropenia severa al momento della diagnosi e l'anno di nascita (prima o dopo l'anno 2000). 
Nello studio citato i pazienti con una conta dei leucociti neutrofili inferiore a 500/microL al momento della diagnosi hanno una sopravvivenza a un anno del 25%, confrontati con quelli con una conta superiore a 500, che hanno una sopravvivenza a un anno del 68%.
Così pazienti nati prima del 2000 hanno una sopravvivenza a 5 anni del 22% a confronto con i pazienti nati dopo il 2000, che hanno una sopravvivenza a 5 anni del 70%. Questo è presumibilmente correlato alle migliori possibilità di diagnosi e di assistenza sviluppatesi più di recente.
L'età più a rischio di mortalità è quella entro i cinque anni di vita.

## Trattamento
Il trattamento della sindrome di Barth è multidisciplinare e flessibile a seconda del coinvolgimento dei vari organi. È stato dimostrato che l'ottimizzazione dell'assistenza medica, riabilitativa e dei caregiver migliora la qualità della vita e la sopravvivenza.
Viene consigliato un follow up cardiologico strumentale periodico (ecg, ecocardiogramma e Holter-ecg).
Il trattamento dello scompenso cardiaco segue le comuni linee guida. In particolare, nei casi di grave scompenso refrattario, è possibile prendere in considerazione il trapianto cardiaco. L'impianto di defibrillatore è indicato in prevenzione secondaria (pazienti che già hanno presentato aritmie maligne rianimate), non ci sono dati per l'uso del device in prevenzione primaria.
Il trattamento della neutropenia si avvale della somministrazione di fattore stimolante la crescita granulocitaria (G-CSF), dell'uso degli antibiotici anche in via profilattica.
È importante un'adeguata nutrizione per evitare la perdita di peso.
I bambini con sindrome di Barth possono avere bisogno di un supporto scolastico specie nell'età della scuola primaria, anche se non sono segnalati deficit cognitivi importanti, ad eccezione di un minor rendimento nella matematica.
Viene curata particolarmente una adeguata attività fisica e il controllo dell'accrescimento (peso e altezza).
Non vi sono dati sull'efficacia e la sicurezza dell'utilizzo di molecole come la Carnitina, il Coenzima Q10, l'acido pantotenico, l'arginina e l'ormone somatotropo nella sindrome di Barth.

## Barth Syndrome Foundation
La Barth Syndrome Foundation, insieme ai suoi affiliati, rappresenta l'unica associazione al mondo di volontari che lavorano all'educazione alla sindrome al fine di salvare vite e aiutare i familiari al perseguimento delle cure necessarie. La fondazione organizza inoltre programmi per il reperimento dei fondi e, ogni due anni, conferenze internazionali coadiuvate dall'aiuto di medici e psicologi.